# Karakol Cemiyeti

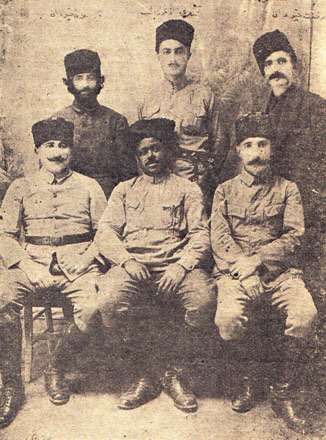
Membri della società Karakol

La Karakol Cemiyet (Società Karakol) è stata un'organizzazione di intelligence clandestina turca che ha combattuto a fianco del Movimento Nazionale Turco durante la guerra d'indipendenza turca. Costituita nel novembre 1918, rifiutò di fondersi con l'Associazione per la difesa dei diritti dell'Anatolia e della Rumelia sotto Mustafa Kemal Atatürk. La sua leadership fu decapitata all'indomani delle elezioni della Grande Assemblea nazionale turca del 1920, portando al suo conseguente scioglimento nel 1926.

## Operatività
La società Karakol nota anche come Braccio Nero, Associazione delle Sentinelle o Società di Guardia, fu fondata nel novembre 1918, come la prima organizzazione clandestina che combatteva contro l'occupazione alleata di Costantinopoli. Serviva come continuazione dell'agenzia di intelligence del Comitato di Unione e Progresso, l'Organizzazione speciale, con la maggioranza dei suoi membri proveniente da quest'ultima. Fu fondata da Kara Vâsıf Bey e Kara Kemal su ordine di Talaat Pasha, subito dopo la sua fuga dal Paese. La denominazione venne scelta sulla base dell'unione dei nomi del fondatore, adottando anche una parola d'ordine segreta (KG). Il comitato centrale della Karakol era composto da Kara Vâsıf Bey, Baha Said Bey, Refik Ismail Bey, Ali Riza Bey (Bebe), Edip Servet Bey (Tör), Kemalletin Sami Bey e Galatali Sevket Bey. Gli obiettivi dell'organizzazione erano la protezione e, laddove inesistente, stabilire l'unità nazionale attraverso mezzi legittimi dietro le quinte. Si prefiggeva di intraprendere un'azione rivoluzionaria contro gli eventuali oppressori della libertà e della giustizia. Il terzo articolo della dichiarazione istitutiva evidenziava la natura socialista della Karakol.
Durante il suo soggiorno a Costantinopoli tra il novembre 1918 e il maggio 1919 Mustafa Kemal Atatürk incontrò Ali Fethi Bey, Kara Kemal, Ismail Canbulat e una quarta persona sconosciuta. Successivamente a ciò fu istituito un comitato rivoluzionario. Il comitato doveva assassinare il sultano e rovesciare il governo, esercitando pressioni sul governo che doveva succedergli. L'esitazione di Canbulat interruppe temporaneamente i piani del comitato, che in seguito furono sciolti dopo che i suoi membri concordarono che la rimozione del sultano non sarebbe stata sufficiente per salvare il fatiscente Impero ottomano. Mustafa Kemal partì per l'Anatolia che sarebbe diventata il centro del movimento di resistenza turco. La Karakol creò una linea di comunicazione e di trasporto tra Costantinopoli e l'Anatolia, contrabbandando volontari, armi e armamenti in quest'ultima. I rappresentanti della Karakol parteciparono ai congressi di Erzurum e Sivas, dove sostennero l'unificazione di varie organizzazioni di resistenza sotto la bandiera dell'Associazione per la difesa dei diritti di Anatolia e Rumelia (ADRAR); la Karakol continuò inoltre a pubblicare il protocollo di Amasya. Tuttavia ben presto emerse una spaccatura tra la leadership della Karakol e Kemal.  La Karakol rifiutava di accettare Ankara come centro della resistenza nazionale e continuò ad agire indipendentemente dall'ADRAR, vedendosi come il vero nucleo della resistenza. Kemal divenne sospettoso delle intenzioni della Karakol, ordinandole di terminare le sue attività.

## Caduta
L'11 gennaio 1920 Baha Said Bey si recò a Baku dove firmò un'alleanza con i bolscevichi, presentandosi come inviato della resistenza turca. Il 26 febbraio, Kara Vâsıf Bey informò Kemal dell'accordo, che fu respinto come illegittimo poiché concluso senza la conoscenza o il consenso dell'ADRAR. Kemal chiese ancora una volta alla Karakol di incorporarsi all'ADRAR. Essa rimase insolente, operando fino alle elezioni della Grande Assemblea Nazionale turca del 1920, che furono interrotte quando le truppe britanniche entrarono in parlamento e arrestarono diversi deputati il 16 marzo. Una parte della leadership della Karakol fu successivamente esiliata a Malta, mentre altri si unirono a Kemal ad Ankara o a Enver Pasha nel Caucaso. Resti poco significativi della Karakol continuarono ad esistere fino al 1926, ma Kemal aveva già consolidato la sua posizione a capo del Movimento nazionale turco. La funzione della Karakol come agenzia di intelligence fu sostituita da una serie di altre organizzazioni tra cui il Gruppo Yavuz, il Gruppo Zabitan e il Gruppo Hamza. Questi continuarono a operare fino alla fine della guerra di indipendenza. La Karakol è considerata una degli organi precursori della moderna Organizzazione Nazionale di Intelligence, il MİT.